# Kościół Podwyższenia Krzyża Świętego w Ligocie Górnej
Drewniany kościół pw. Podwyższenia Krzyża Świętego w Ligocie Górnej – polski zarówno rzymskokatolicki jak i ewangelicko-augsburski kościół filialny znajdujący się we wsi Ligota Górna k. Kluczborka w województwie opolskim.

## Historia
Kaplica poewangelicka wybudowana w 1787 roku przez cieślę Jana Kabata, pierwotnie jako cmentarna. Bezpośrednio po II wojnie światowej nie była wykorzystywana, dopiero po przejęciu jej w 1974 roku przez kościół katolicki, staje się współwłasnością katolickiej i protestanckiej parafii z Kluczborka. Do dziś odbywają się tu nabożeństwa ekumeniczne z udziałem kapłanów katolickich oraz ewangelickich.
Świątynia należy do Szlaku Drewnianego Budownictwa Sakralnego.

## Architektura i wyposażenie wnętrza
Jest to kaplica cmentarna zbudowana z drewna, konstrukcji zrębowej. Orientowana, zbudowana na wysokiej podmurówce. Salowa, bez wyodrębnionego prezbiterium z nawy, zamknięta prostokątnie. Dach jednokalenicowy, kryty gontem tworzący szeroki okap nad nawą. Od frontu wieżyczka kwadratowa osadzonej na nawie, konstrukcji słupowej. Zwieńczona dachem namiotowym. Wnętrze wyłożone boazerią. Empory wsparte są na bogato profilowanych słupach. Parapety z napisami dotyczącymi budowy kościoła i nazwiskami fundatorów. Barokowa ambona. Epitafia drewniane w języku polskim przeniesiona została do kościoła w skansenie w Opolu Bierkowicach.